# 呼气音
在语言学中，呼气音（又称外呼音），是将气流经嘴巴或鼻子推出所产生的声音。呼气音可分为三类：肺部呼气音、声门呼气音和舌呼气音。呼气音的相反是内吸音，即气流通过嘴巴或鼻子向内流动所产生的声音。

## 肺部呼气音
肺部呼气音是由肺、肋骨和膈膜产生气流而发出的声音。大多数语言中的众多声音（如元音）都是肺部呼气音。肺部呼气音存在于所有口头语言。

## 声门呼气音
声门呼气音即挤喉音。

## 舌呼气音
舌呼气音，又称软腭呼气音。像搭嘴音（舌吸氣音）一样，发出这种声音需要在口腔内闭合两个发音部位，但气流方向与搭嘴音相反。软腭关闭时，说话人会用舌头或脸颊将空气从嘴里挤出。除了已灭绝的澳大利亚礼仪语言达明语，舌呼气音未出现于任何语言的日常词汇中，但是音乐家会用类似的气流机制做循環換氣。